# 鈴木文彌
鈴木 文彌（すずき ぶんや、1925年1月4日 - 2013年1月20日）は、日本のフリーアナウンサー、スポーツ評論家。「鈴木文弥」と新字体による表記が用いられる場合もある。

## 来歴・人物
東京府（現：東京都）出身。東京府立第一商業学校を経て早稲田大学卒業。1948年にNHKに入局し、広島中央放送局・大阪中央放送局を経て、1958年より本部編成局アナウンス部に配属され、アナウンサーとして長年に亘り、スポーツ中継の実況担当で活躍。その後一時期、大阪中央放送局のチーフも務めた。
特にオリンピックでは、1964年の東京オリンピックの開会式（ラジオ。市川崑が監督を務めた記録映画で、開会式の場面で流される実況音声は鈴木のものである）や、バレーボール日本女子代表が金メダルを獲得した試合の実況を担当。「金メダルポイント」、あるいは体操競技の「ウルトラC」という名言を発したことでも知られた。
オリンピック以外でも野球中継も担当し、1969年の第51回全国高等学校野球選手権大会決勝（愛媛県立松山商業高等学校 対 青森県立三沢高等学校）の一戦ではラジオ実況中継を担当している。意外なところではNHKがプロボクシング中継していた昭和30年代に実況を担当していたことがあり、ファイティング原田が世界チャンピオンになる前の1961年に後楽園ジムナジアムでソムワン・バンブン（タイ）とノンタイトル戦を行った試合（1961年9月9日、NHK総合テレビ）の中継を担当した記録が現存する。
ほかに1970年並びに1971年の両年には『NHK紅白歌合戦』で司会と実況を務めた。
1982年にNHKを退職後はフリーに転向し、テレビ東京『スポーツTODAY・プロ野球速報』の初代総合司会者に就任するも、病気により途中降板した。
1990年代にはニッポン放送『いまに哲夫のジョイフルモーニングニッポン』に「スポーツ評論家」として電話出演していた。
2013年1月20日、急性肺炎のため死去。88歳没。

## 著書
- 『ホップ・ステップ・ジャンプ!!―鈴木文弥のスポーツ放送・ウルトラC』（講談社、1982年）
- 『仕事人間、55歳からの元気のすすめ』（講談社、1989年）